# Долгоносик чертополоховый
Долгоносик чертополоховый (лат. Cleonis pigra) — вид долгоносиков из подсемейства Lixinae.

## Описание
Длина тела 11—16 мм. Надкрылья с двойным V-образным рисунком.

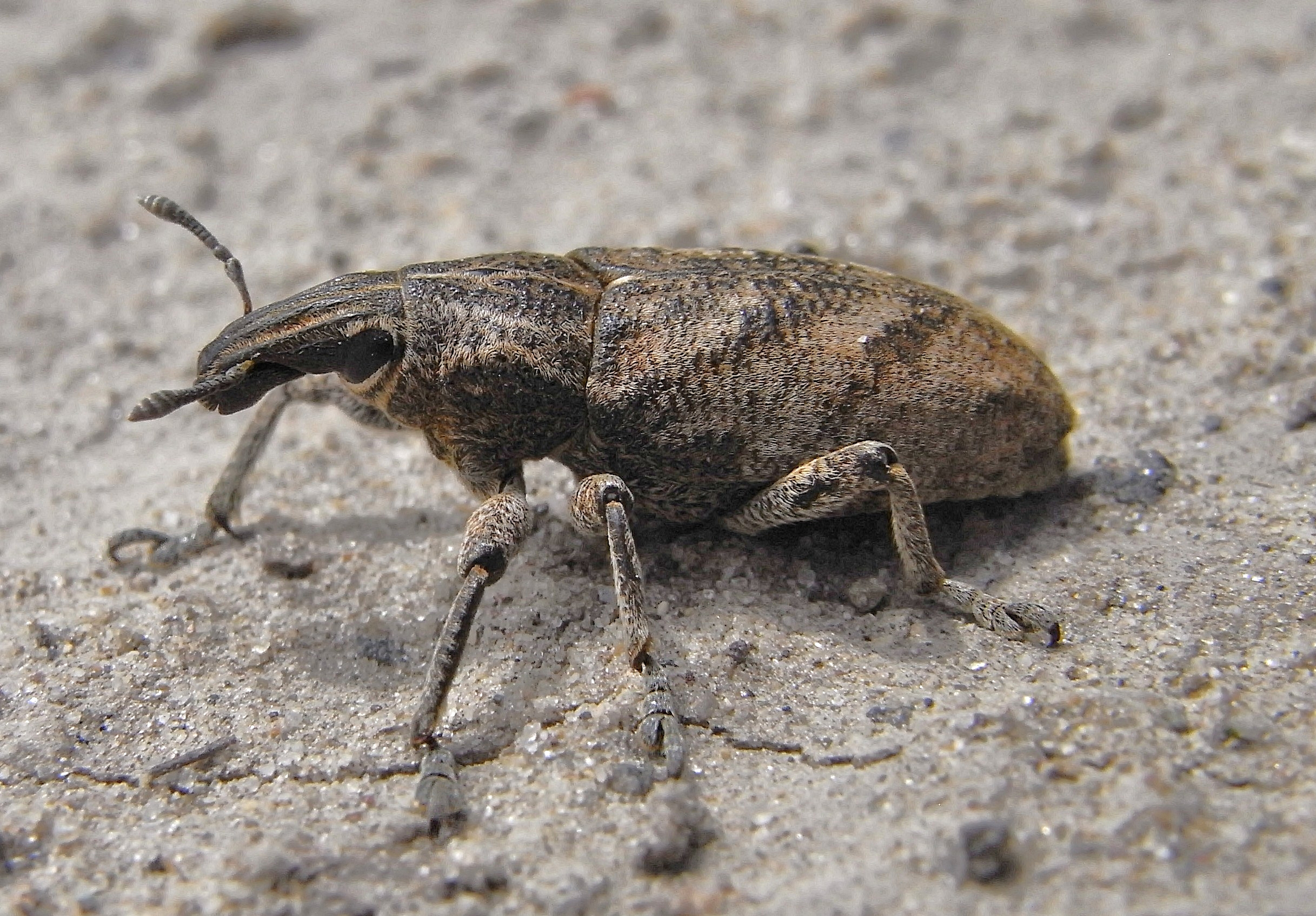
Вид сбоку
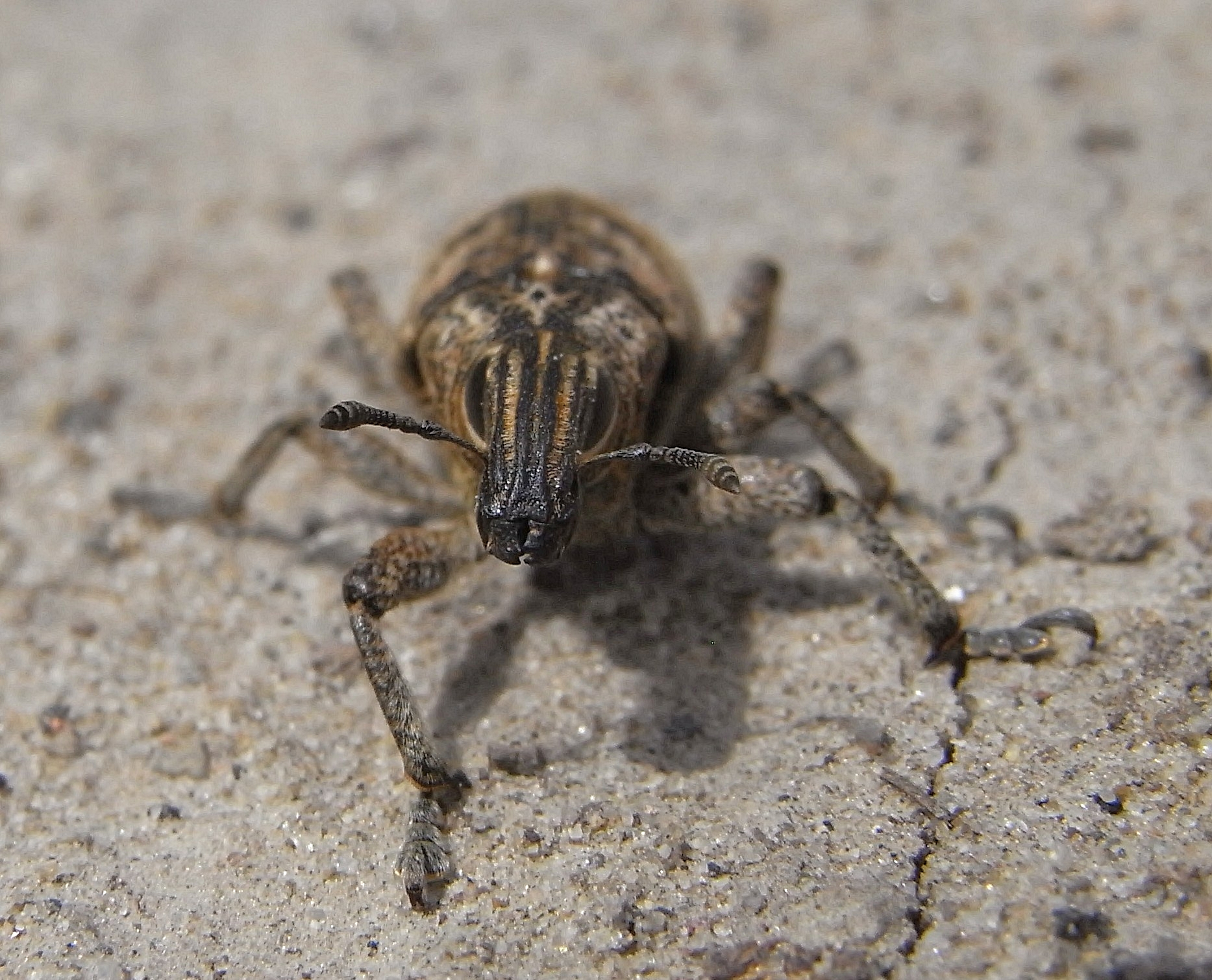
Вид спереди
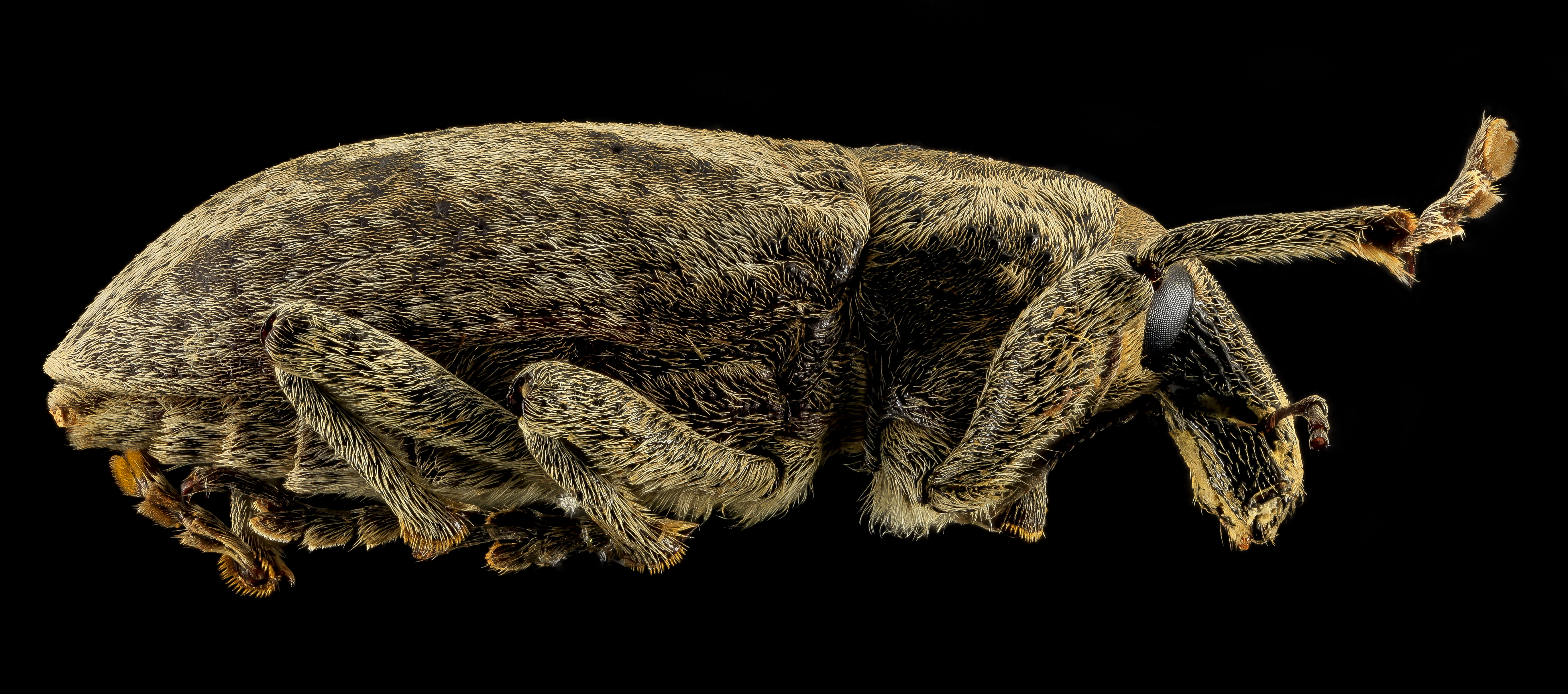
Вид сбоку (макросъёмка)
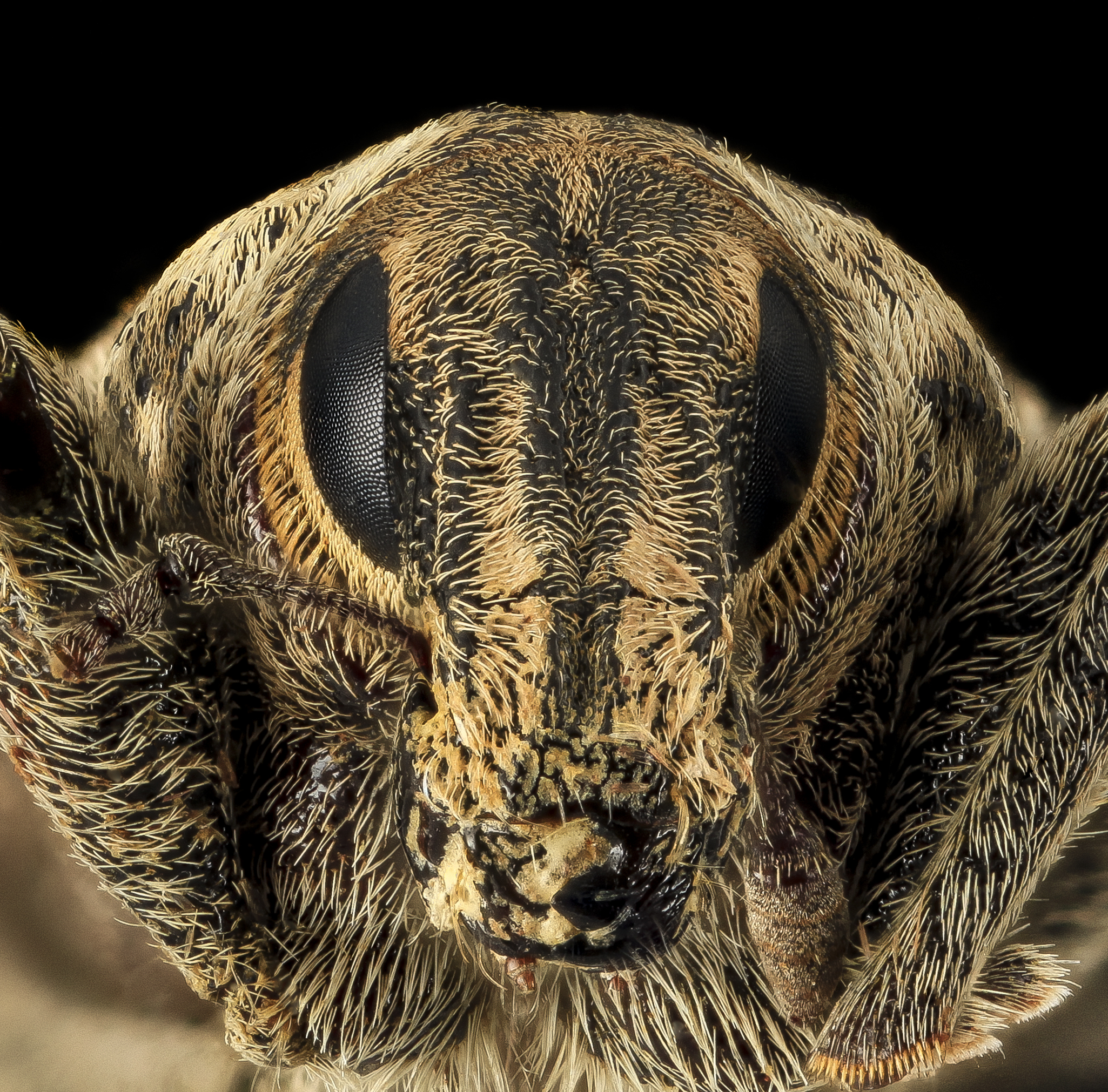
Голова (макросъёмка)

## Распространение
Европейская часть России, вся Средняя и Южная Европа, Кавказ, Казахстан, Средняя Азия, Дальний Восток.

## Биология
Развивается на различных сложноцветных.

## Экология и местообитания
Сельскохозяйственные угодья, луга.